# Angela Standhartinger
Angela Standhartinger (* 1964 in Tübingen) ist eine deutsche Theologin und Professorin für Neues Testament an der Philipps-Universität Marburg.

## Leben
Angela Standhartinger wurde 1964 in Tübingen als Tochter der Theologiestudenten Astrid und Ernst Standhartinger geboren. Nach mehreren Umzügen wuchs sie in Biebesheim am Rhein auf und machte das Abitur am Gymnasium Gernsheim. Standhartinger studierte Evangelische Theologie an den Universitäten Frankfurt, München (LMU) und Heidelberg. Während ihrer Studienzeit gründete sie mit anderen die Feministisch-theologische Sozietät Heidelberg und organisierte eine feministisch-theologische Ringvorlesung in Frankfurt.
1991 ging sie nach Frankfurt zurück und promovierte 1994 mit einem Stipendium des Evangelischen Studienwerks Villigst über Das Frauenbild im Judentum der hellenistischen Zeit. Ein Beitrag anhand von 'Joseph und Aseneth’. Von 1993 bis 1998 war sie Wissenschaftliche Mitarbeiterin der Martin-Buber-Stiftungsgastprofessur am Fachbereich Evangelische Theologie. Im Jahr 1998 erfolgte ihre Habilitation für das Fach Neues Testament mit einer Untersuchung zu Studien zur Entstehungsgeschichte und Intention des Kolosserbriefs. Anschließend war sie Vikarin an der St.-Katharinen-Gemeinde in Frankfurt. Im Jahr 2000 war sie für 6 Monate Visiting Scholar des Union Theological Seminary in the City of New York.
Im Wintersemester 2000 wurde sie als Professorin für Neues Testament des Fachbereichs Evangelische Theologie der Philipps-Universität Marburg berufen. Sie war damit nach mehr als 400 Jahren die erste Professorin an dieser 1527 gegründeten Fakultät. Sie ist vor allem für ihre Forschungen zur antiken jüdischen Erzählung von Josef und Asenat, zum Abendmahl und zur Paulus-Exegese bekannt.
Sie ist Mitglied der European Society of Women in Biblical Research (ESWTR), Mitbegründerin deren deutschsprachiger Fachgruppe Neues Testament, sowie verschiedenen neutestamentlichen Forschungsgesellschaften, darunter der Studiorum Novi Testamenti Societas (SNTS), der Society of Biblical Literature  und der Wissenschaftlichen Gesellschaft für Theologie.

## Publikationen (Auswahl)
Monographien und Herausgeberschaften
- Das Frauenbild im Judentum der hellenistischen Zeit. Ein Beitrag anhand von ‚Joseph und Aseneth‘ (= Arbeiten zur Geschichte des antiken Judentums und des Urchristentums. Band 26). Brill, Leiden u. a. 1995, ISBN 90-04-10350-3.
- Studien zur Entstehungsgeschichte und Intention des Kolosserbriefs (= Supplements to Novum Testamentum. Band 94). Brill, Leiden/Boston/Köln 1999, ISBN 90-04-11286-3.
- als Herausgeberin mit Ute E. Eisen und Christine Gerber: Doing Gender – Doing Religion. Fallstudien zur Intersektionalität im frühen Judentum, Christentum und Islam (= Wissenschaftliche Untersuchungen zum Neuen Testament. Band 302). Mohr Siebeck, Tübingen 2013, ISBN 978-3-16-152226-0.
- als Herausgeberin mit Christoph Elsas und Edith Franke: Geschlechtergerechtigkeit. Herausforderung der Religionen. VII. Internationales Rudolf-Otto-Symposion. EB-Verlag, Berlin 2014, ISBN 978-3-86893-071-9.
- Der Philipperbrief (= Handbuch zum Neuen Testament. Band 11/I). Mohr Siebeck, Tübingen 2021, ISBN 978-3-16-160102-6.

Artikel
- Words to Remember – Women and the Origin of the „Words of Institution“. In: lectio difficilior. Ausgabe 1/2015, S. 1–25 (online).
- „Und alle aßen und wurden satt“ (Mk 6,42 par.). Die Speisungserzählungen im Kontext römisch-hellenistischer Festkulturen. In: Biblische Zeitschrift. Band 57, Nummer 1, 2013, S. 60–81.
- Rudolf Bultmann im interreligiösen Dialog. In: Evangelische Theologie. Band 71, 2011, S. 16–34.
- Rudolf Bultmanns Theologie des Neuen Testaments in ihrem Kontext. Vortrag zur Semesteröffnung, Marburg Wintersemester 2013/14. In: Mitglieder-Rundbrief 2013–2014 des Freundeskreises Marburger Theologie. Nummer 15, 2014, S. 11–23.
- Frauen in Mahlgemeinschaften. Diskurs und Wirklichkeit einer antiken, frühjüdischen und frühchristlichen Praxis. In: lectio difficilior. Ausgabe 2/2005 (online).
- Die Frau muss Vollmacht haben auf ihrem Haupt. (1 Korinther 11,10). Zur Geschichte und Gegenwart feministischer Paulusauslegungen. In: lectio difficilior. Ausgabe 2/2002 (online).
- Philo im ethnografischen Diskurs. Beobachtungen zum literarischen Kontext von De Vita Contemplativa. In: Journal for the Study of Judaism. Band 46, 2015, S. 314–344 (verkürzte englische Fassung).
- Von wegen „schweigen“: Frauen in den Pastoralbriefen. In: katholisch.de. 9. Juli 2023.